# Oš
Oš je eno od najstarejših mest v Srednji Aziji in se nahaja na jugovzhodnem robu Ferganske doline, ob severnem vznožju gorovja Pamir-Alay v Kirgizistanu. Vgnezdeno je na zelena pobočja reke Ak-Bura na nadmorski višini 940–1070 m. Je tudi upravno središče regije Oš. Oš se omenja tudi v kirgiški epski pesnitvi Manas. Zaradi zelo slabih notranjih cestnih povezav prebivalci Oša bolj gravitirajo v sosednji Uzbekistan.

## Regija Oš
Regija Oš leži v severovzhodnem delu pogorja Pamir-Alaj in obsega tudi gričevnati del Ferganske doline. Geografija regije je zelo kontrastna. Na enem robu Ferganske doline se dvigajo srednje visoke gore, nato pa se teren postopoma dvigne do mogočnih grebenov, ki predstavljajo naravne meje te regije: na jugozahodu meji na Tadžikistan, na jugu je pogorje Zaalaj, na jugovzhodu je gorovje Alaj. Grebeni Zaalaj, na meji s Tadžikistanom, se ponašajo s kompleksno geologijo in imajo 130 km vrhov na povprečni nadmorski višini med 3800 in 4000 m, najvišji vrh je Piramidalni s 5509 m. Območje gorovja Alaj je dolgo 380 km in veliko njegovih vedno zasneženih vrhov sega do 5000 m visoko. Vrh Alaj je s 5880 m najvišji. Južna pobočja Alaja so relativno kratka in strma, za njimi se odpira panorama Pamirja. Čon-Alaj (Zaalajski) je pravzaprav predgorje Pamirja in ga krasi več manjših vrhov, ki krasijo južno panoramo Pamirja z očarljivo belimi vrhovi kot so Lenin (7134 m), Kurumdy (6610 m) in Dzeržinski (6713 m). 
Regija Oš ima podnebje, skladno s svojo geografsko lego. Čeprav se nahaja v subtropskih zemljepisnih dolžinah, je daleč od morij in leži v bližini ogromne puščave. Vse to povzroča, da je ozračje celinsko ali izsušeno, odvisno od obdobja v letu. 
V regiji Oš se nahaja več kot 150 rek in vse od njih, z izjemo Kyzyl-Su, predstavljajo porečje reke Sir Darje. Reka Kyzyl-Su teče skozi Alaysko dolino, nato pa se pridruži reki Amu Darji. V gorskih soteskah in dolinah se skriva več kot 100 jezer in slapov. Gorato območje, ki obkroža regijo Oš je dobro znano po številnih podzemnih jamah, med katerimi se večina nahaja v odrastkih območja Alay. Tu je tudi več kot 20 termalnih in mineralnih vrelcev, kot tudi več kot 10 naravnih izvirov gazirane mineralne vode; največ v dolinah rek v Tar, Kara-Kuldga in Yassy.
Za regijo Oš je značilno veliko število različnih živalskih in rastlinskih vrst, našli pa so tudi veliko endemičnih fosilov s številnimi vrstami in oblikami. 
Oš je največja regija v Kirgizistanu. Večetnično prebivalstvo šteje 1.354.000 ljudi. Okolica Ferganske doline je kmetijska oaza. Razvoj mest, trgovine in obrti ima zelo pomemben vpliv na oblikovanje in rast prebivalstva. Večina prebivalcev živi v plodnih nižinah, ostali deli so redko poseljeni.

## Zgodovina regije Oš
Pred stoletji je bilo ozemlje regije Oš del močnih in visoko kultiviranih davanskih, kušanskih in karahanidskih vladarjev. Tu so se nahajala velika mesta in utrdbe. V prvem stoletju našega štetja so njihovi prebivalci kopali zlato, baker, svinec in živo srebro. To je razvidno iz številnih antičnih kamnolomov in rudnikov. Regija Oš ima tudi večino kulturno-zgodovinskih spomenikov v Kirgizistanu. Domnevajo, da so se prvi prebivalci pojavili že pred okoli 50.000 leti. To potrjujejo kamniti predmeti iz zgodnjega obdobja paleolitika iz jame Sol-Unkur ob vasi Hai-Darkan.
Od 4. do 1. stoletja pred našim štetjem je v Ferganski dolini obstajalo kraljestvo Davan, opisano v Kanski kroniki. V 2. stoletju pred našim štetjem je bilo bogato, imelo je veliko število mest, kmetijstvo je temeljilo na znanju. Znani so bili po hitrih in čudovitih davanskih konjih, ki so prikazani na slikah na skalah v krajih Aravan, Naukat in Surot-Taš v bližini mesta Oš. Kraljevina Davan, ki je obstajala okoli 600 let, je imela 300.000 prebivalcev. Njeno središče je bilo Ershi, kjer je pred tem že stalo veliko mesto Marhamat, katerega ostanke so našli v bližini Oša. V začetku 7. stoletja so te dežele zavzeli Turki, kar ima danes za posledico predvsem turško etnično sestavo prebivalstva. 
V 9. stoletju so zaradi plemenskih vojn oblast prevzeli Semanidi. Njihova oblast je trajala med letoma 875 in 999 našega štetja in je obsegala ozemlje današnje regije Oš.
Do konca 10. stoletja je v Tjanšanu nastalo močno kraljestvo Karahanidov. Izkoristili so oslabljeno kraljestvo Semanidov in jih na koncu strmoglavili. Karahanidska država je nastala v drugi polovici 10. stoletja s središčem v mestu Uzgen v Ferganski dolini.
Kasneje Fergana postane del ozemlja pod nadzorom Timuridov (1336-1405). Nato je bila regija razdeljena v majhne fevdalne kneževine, nenehno v vojni druga z drugo. Sultan Babur, ki je podedoval prestol v starosti 12 let, je vladal v letih 1483–1530. Leta 1504 ga je pregnal kan Šejban. Obstoj Šejbanove kraljevine je bil kratek, propadla je leta 1510, ko jo je porazil iranski šah Ismaila I. Sefevid.
V 17. in prvi polovici 18. stoletja je bila v regiji Fergana ustanovljena država Kokand. Njeni guvernerji so osvajali sosednje dežele in že v letu 1762 nadzorovali celotno območje južnega Kirgizistana.
19. februarja 1876 ruske vojaške sile razglasijo območje Kokandskega kanata za del carske Rusije. Šele leta 1991, po razpadu Sovjetske zveze, ko postane Kirgizistan neodvisna država, je regija Oš v njeni sestavi.

## Mesto Oš
Oš je eno od najstarejših mest v Srednji Aziji in se nahaja na jugovzhodnem robu Ferganske doline, ob severnem vznožju gorovja Pamir-Alaj. Vgnezdeno je na zelena pobočja reke Ak-Bura na nadmorski višini med 940 - 1070 m. V sušnem obdobju je vreme toplo in padavine so redke.
Starost mesta je mogoče oceniti iz skalnih risb in napisov najdenih na severnem pobočju Sulejmanove gore. Ta gora se nahaja v samem mestu Oš in je edinstven zgodovinski in arhitekturni spomenik. Gora je bila naravna obramba pred sovražniki, njena prisotnost pa je pogojevala tudi nenavadno postavitev starodavnega mesta Oš.
Po navedbah ene izmed mnogih zgodb o nastanku mesta, naj bi ga ustanovil Aleksander Veliki, druga navaja, da je ga je ustanovil prerok Salomon, še ena pa pravi, da je Oš je ustanovil Adam. Najbolj priljubljena legenda pa je, da je Sulejman peljal vola vpreženega v plug pred svojo vojsko in ko je vol prišel do znamenite gore, je Sulejman rekel: Hoš (Dovolj je!) in s tem določil mesto Oš.
Enega najbolj senzacionalnih odkritij pripisujejo Eleni Družinini. Leta 1976 je na pobočju Sulejmanove gore odkrila naselbine iz bronaste dobe. Po navedbah Družinine in Zadneprovskega naj bi naselja obstajala od konca 2. stoletja pred našim štetjem do začetka 1. stoletja pred našim štetjem.
Te starodavne naselbine so obkrožale osrednji vrh gore. V skupno 15 terasah so odkrili tudi orodja, ki dokazujejo, da so se prebivalci ukvarjali s kmetijstvom, živinorejo, keramiko, obdelavo kamna in izdelavo kovinskih predmetov. Radiokarbonska analiza premetov iz Oša potrjuje, da je Oš zares obstajal pred 3000 leti. Poleg tega so na južnem robu mesta ruševine starodavnega mesta in trdnjave imenovana Ak-Burinska (1. stoletje pred našim štetjem do 12. stoletja). Ta trdnjava naj bi branila oazo Oš na južni strani. Na vzhodni strani je oazo branila trdnjava Maidy, katere ruševine se še vedno vidijo 12 km od Oša. Trdnjava Beloverlupe je ščitila oazo na severni strani. 
Od 8. do 10. stoletja različni kitajski in arabski pisni viri Ibn Haukal, Ali Islarhi, Abdul-Kasym Hordadbek, Al Mukadasi in drugi, Oš opisujejo kot pomembno politično in trgovsko središče Ferganske doline, s še dvema drugima večjima centroma Aksakent in Kuve.
Oš je imel poseben položaj v sistemu karavanskih poti v sestavi Svilne ceste. Nahajal se je na križišču različnih vej in je bil pomembna postojanka v tranzitni trgovini. Po prečkanju skoraj neprehodnega gorovja Pamir-Alaj, so potujoče karavane v Ferganski dolini najprej naletele na Oš. Karavanseraji so pozdravili utrujene popotnike in v zameno je Oš pridobil eksotične artikle iz tujine: dragoceno svilo iz Kitajske, lazurite iz Badahšana, sladkarije in barvila iz Indije, ročno izdelano srebrno blago iz Irana in tako dalje. Prišli so akrobati, žonglerji, fakirji in krotilci kač ter glasbeniki, ki so delovali po celotnem mestu. Glavna trgovinska dejavnost v Ošu se je vedno odvijala na trgu, ki se je sicer spremenil v svojih več kot 2000 letih obstoja, vendar je vedno ostal na isti lokaciji. Francoski etnografi Bourdon in Unfalvi de Liso-Coveed ter angleški in ruski raziskovalci Marten, Uvačov, Novicki in Markov so vse živopisno opisali v svojih zvezkih, poročilih in revijah. Turiste tudi danes privlači bazar v Ošu s svojimi različnimi orientalskimi barvami in aromatičnimi vonjavami začimb in sadja. Trg v Ošu ima pomembno zgodovinsko mesto in ima pomembno vlogo pri razvoju turizma.
Druga značilnost Oša je Sulejmanova gora zgrajena iz marmornatega apnenca. Po legendi, naj bi ljudi drsanje navzdol po pobočju po tem svetem kamnu, ozdravilo vseh bolezni in jim prineslo veliko sreče. Tudi pitje vode iz izvira na gori ima čudežne učinke. Do 16. stoletja se je gora imenovala Bara-Kuh (Lepa gora). Novo ime Thate-I-Sulaiman (Sulejmanov prestol) je dobila, ker je muslimanski prerok Sulejman pokopan ob vznožju gore. Od takrat ljudje verujejo, da je gora sveti kraj. Sulejmanove gore so vpisane na UNESCO-v seznam svetovne dediščine.
Po zgodovinskih literarnih virih, je ob koncu 19. stoletja, v času muslimanskih praznikov, goro obiskalo na desetine vernikov. Na jugovzhodnem pobočju gore je bilo zato zgrajeno majhno svetišče (mazar) imenovan Kičik Mekka ("Mala Meka"), kamor muslimani iz Ferganske doline hodijo molit še danes. Tako je Oš postal njihova druga Meka. Oš je, zaradi svojega položaja kot prehod do pogorja Pamir, znan tudi kot mesto pohodnikov.
Pred revolucijo je bil Oš največje mesto v Kirgizistanu. Po statističnih podatkih je bilo leta 1897 v mestu 34.200 ljudi, petkrat več kot v Pišpeku (današnjem Biškeku). Trenutno živi v Ošu približno 250.000 ljudi. Oš ima vlogo političnega in kulturnega središča južnega Kirgizistana. Največji problem s katerim se sooča mesto danes je, kako ohraniti svoj edinstveni videz, ki združuje sodobne stavbe z zgodovinsko zapuščino.
Vlada Kirgizistana je organizirala praznovanje 3000 obletnice Oša v letu 2000. V ta namen so obnovili starodavne risbe na Sulejmanovi gori, arheološke ruševine, arhitekturne spomenike ter muzejske zbirke. Prav tako je bil zgrajen kompleks etnografskega muzeja na prostem. Rekonstruirali so fascinantne vzorce ferganske arhitekture: mošejo Džuma in Rovat Abdulahana (16. stoletje), mavzoleja Asaf Ibn Burhia (18. stoletje), mošejo Muhammed Usup Baihodži ogli in mošejo Tahti Sulejman na vrhu svete gore. Poleg navedenega je v mestu še ohranjen kip Lenina, kip Kurmandžan Dakta, ki je nasprotoval širitvi regije v Rusijo in spomenik padlim vojakom. 
Obnova starega Oša obsega tudi majhne posege, kot so obnova vodnih koles za odvzem vode iz potoka Džui in uvedba tradicionalnega prevoza s kočijami s konjsko vprego. Vse to pomaga poustvariti stari videz mesta.

## Okolica Oša
Na gorskih pobočjih nad mestom rastejo brini, mandljevci in pistacije. V dolinah, kjer je dovolj vode uspeva sadno drevje: hruške, jablane, češnje, marelice, breskve, slive in drugo. Visoke skale so dom za gorske koze in planinskega orla. Gore zagotavljajo edinstven potencial za razvoj gorskega turizma in planinarjenja. Impresivni vrhovi, ki se vzpnejo do nadmorskih višin 5000 m in več, ustvarjajo zatrepne krnice in dajejo vtis velikih kristalov, ki krasijo greben razvodja rek Ak-Su in Karavšin. Pogorje Alay je prepredeno z velikim številom ozkih in globokih sotesk, kjer se vrstijo slapovi na hitrih gorskih rekah. Snežna meja je na nadmorski višini med 3800 m - 4000 m, mnogo je ledenikov, ki se končajo z visoko moreno. Na severni strani so rečne doline Soh, Šakimardan, Abšir, Isfairam-Sai, Aravan, Ak-burdža, Kuršab in Alaikel. Vsaka izmed dolin je svet zase s svojimi posebnostmi in lepotami.
Prvobitnost je lastnost, ki najbolje opisuje dolino Soh. Je ozka, s tihimi in temačnimi grapami, na dnu katerih teče reka. Tukaj najdemo jame, poti, stare mostove in enega največjih slapov na svetu, ki se nahaja v bližini vasi Zadaly. 
Na vzhodu, velika in majhna reka Ak-Su tvori porečje reke Šakimardan. To področje je znano po modrem jezeru Kurban-Kil, ki je nastalo po potresu pred več kot 100 leti. Čeprav jezero ni veliko, je slikovito. 
Soteska reke Isfairam-Sai se razteza od Uch-Kurgon proti jugu do prelaza Tengisbai več kot 70 kilometrov. Ob vznožju gora živijo divje koze in zelo redek snežni leopard. Reka Ak-Burdža se napaja z ducatom drugih manjših rek in potokov in teče skozi Oš.
V sredini Ak-Bur, se v širši dolini nahaja lepa vasica Kojo-Kelen, ki jo na zgornjem robu obkrožajo fantastične oranžne skale. Že vrsto let narava - veter, voda in čas obdelujejo ta sklop stolpov. Na koncu teh eksotičnih kamnin je jama Kojokelenska. Natančneje, gre za roza jamo z vhodom v obliki polmeseca. V jami je kristalno čisto modro jezero. Namesto običajnih kapnikov iz stropa tečejo tanki curki vode. 
Območje med rekama Aravan in Ak-burdža, tik ob meji z Uzbekistanom, je dolina Čil-Ustun. Tukaj se nahajajo tri jame s kapniki. Glavna jama je Čil-Ustun, ki se nahaja 4 km od Aravana. Lepota tega podzemnega kraljestva je nepredstavljiva! Jama je dolga 370 m in je sestavljena iz treh velikih sob, povezanih z ozkimi hodniki. Najbolj zanimiva je zadnja, ki je več kot 100 m dolga, 20 metrov visoka in 50 m široka. Stene so okrašene s kristali in kamnitimi čipkami. Kristali oddajajo ob dotiku očarljive zvoke. V Aravanu so našli tudi petroglife.
Na vzhodu je dolina Uzgen Yassa, ki poteka ob južnih pobočjih Ferganske doline. Podnebje doline je zelo prijetno, s prijetnimi temperaturami skozi vse leto in relativno malo padavinami. V tej dolini, pa tudi v jugozahodnem območju Ferganske doline rastejo gozdovi orehov. V zgornjem delu doline Yassa so številni mineralni vrelci. Obstaja jih več kot 20. Med njimi je najbolj znana gazirana mineralna voda Kara-Šoro. 
Dolina Alaj ima posebno mesto v deželi ob vznožju Sonca, kot imenujejo regijo Oš. Prehod med Alajskim in Zaalajskim pogorjem se imenuje prelaz Taldyk. Dolina se nahaja na nadmorski višini 2500 m do 3500 m. Je 150 km dolga in 25 - 40 km široka. V zimskem času dosežejo temperature tudi do -50 C. Poleti je dolina je polna cvetlic in zelenih travnikov.
Najvišji in najbolj priljubljen vrh pogorja Zaakacki je Pik Lenin (7.134m). Lep pogled na goro se odpre iz jase Lukova, ki se nahaja v krnici Ačik-Taš, ki je izhodišče za planince, ki poskušajo splezati na Pik Lenin.

## Pobratena mesta
- Carigrad, Turčija
- Sankt Peterburg, Rusija
- Džeda, Saudova Arabija
- Amasya, Turčija

## Vir
- Kirgizistan - dežela ob vznožju sonca, Sergej Dudašvili, Biškek, ISBN 5-900931-02-1